# Маматов, Ильдар Юнусович
Ильда́р Юну́сович Мама́тов (род. 3 августа 1962, Оса, Пермская область) — российский издатель,общественный деятель, путешественник.
Один из основателей, директор издательства «М плюс Б» (1995–1998, 2004), директор Пермского книжного издательства (1999–2000), основатель и генеральный директор издательства «Маматов» (с 2005), руководитель проекта "Маршрутами Великой Северной экспедиции" (2017). Почётный гражданин Осинского муниципального района (Пермский край). Член Русского географического общества.

## Биография
Родился 3 августа 1962 года в городе Осе Пермской области в семье советского офицера и учительницы музыки. По отцу происходит из башкирского рода гайна; мать — татарка. Через две недели после рождения уехал с родителями в Германскую Демократическую Республику на новое место службы отца и вернулся в Осу через десять лет в 1972 году. Учился в Осе в средней общеобразовательной школе № 2, в детской музыкальной школе по классу скрипки и детско-юношеской спортивной школе, где занимался боксом у тренера Владимира Люханова.
В 1981 году окончил с отличием Осинское педагогическое училище и поступил на романо-германское отделение филологического факультета Пермского государственного университета. После окончания в 1986 году ПГУ четыре года (1986–1990) работал учителем немецкого языка в пермской школе № 59.
С июня 1990 по август 1992 — директор по развитию МП «Логос» (книжная торговля).
Изучал издательское дело и менеджмент в США и Германии. Прошёл стажировку руководителей информационно-медийного направления концерна «Бертельсманн». С 1993 по 1995 год — сотрудник ОАО «Бертельсманн Медиа Москау».
В 1993 году совместно с братом Дамиром Маматовым организовал издательство «Маматов и брат» («М плюс Б»).
С 1 апреля 1999 года по 31 декабря 2000 года — директор возрождённого Пермского книжного издательства. Во время его руководства издательством был возрождён альманах «Оляпка», изданы десятки книг: «Друзья души моей», «История Чернушинского района» В. Хлопина, «Сильвинит», «Не забыть нам годы огневые» (сборник стихотворений к 55-летию Победы), «Оренбургская стратегическая», серия книг-миниатюр «Пермский край»: «Соликамск», «Чусовой», «Оханск», «Добрянка», «Чернушка», «Октябрьский»), книги зарубежных авторов (в том числе в сотрудничестве с посольством Франции в России).
В качестве директора ПКИ входил в состав оргкомитета по подготовке к встрече третьего тысячелетия и празднованию 2000-летия Христианства Пермской области.
С 2001 до 2003 — работа в ЗАО «Евроадрес» («Euroadress» — часть холдинга «Findexa») в должности «директор по региональному развитию» (подготовка и создание филиалов предприятия в городах Ижевск, Новосибирск, Тюмень, Челябинск).
В 2004 — президент информационного холдинга «М плюс Б» (издание телефонных справочников «Жёлтые страницы», журналов «Стройка в Перми», «Досуг», «Деловой звонок», отраслевых справочников, информационных ресурсов www.perm1.ru и www.togeo.ru). По свидетельству местных СМИ, справочники Маматова вытеснили другие пермские конкурентные справочники.
С 2005 по 2007 год — директор по региональному развитию YPI (Yellow Pages International Ltd.) федеральной сети телефонных справочников «Жёлтые страницы».
В 2005 году основал издательство «Маматов» в г. Санкт-Петербург и филиал в г. Перми для издания книжных серий «Фольклор народов России», «Народы Пермского края», «Библиотека российской поэзии» (в которой вышли книги многих современных российских поэтов) и издательского проекта «Открытие России» (путеводители, аудиогиды, издания по городам России) «Маматов» пользуется известностью как издательство краеведческой литературы Пермского края. Основная часть продукции распространяется бесплатно по библиотекам и школам, имеется ряд благодарностей за спонсорскую деятельность и меценатство. Выпуски отдельных изданий получали широкое освещение в СМИ.
Инициатор ряда культурных проектов по брендингу территорий: международный проект «Великий чайный путь», автопробеги и экспедиции по городам России и Пермского края и арт-симпозиум «PEROOM» — создание парка «Легенды Урала» в Демидково (2013). В рамках проектов «Камчатская экспедиция на Урале» и «Ось Прикамья» (2010–2016), в городах Пермского края были организованы такие мероприятия, как визит посла королевства Дания в РФ, гастроли датского театра «Vitus Bering Teatret», приезд видных российских и зарубежных учёных и известных писателей, инициировано создание постоянной экспозиции в краеведческом музее «Оса — Беринг: на пути к великим открытиям» и фестиваль экстремальных водных видов спорта «Оса – Акватория Беринга».
С 2011 по 2014 годы — старший научный сотрудник Центра гуманитарных исследований пространства Российского научно-исследовательского института культурного и природного наследия имени Д. С. Лихачёва.
Владеет башкирским, татарским, корейским, немецким и английским языками, знает язык жестов.
Один из организаторов и руководителей крупных международных конференций (см., напр.).
С 2017 года — руководитель международного проекта "Маршрутами Великой Северной экспедиции".
В феврале 2022 года участвовал в качестве эксперта в федеральном конкурсе Всероссийской туристической премии Russian Travel Awards.

## Звания и членство в творческих и общественных организациях
- Почётный гражданин Осинского района (Пермский край)[14].
- Член российских общественных организаций: Русское географическое общество, Российское военно-историческое общество, Российский творческий Союз работников культуры;
- Почётный краевед Перми[15].
- Член Союза писателей России;
- Член Правления Содружества выпускников Пермского университета.
- Член Пермского землячества;
- Член Пермской Гильдии добросовестных предприятий[16].
- Член НП «Великий чайный путь»;
- Сопредседатель Национальной Ассоциации специалистов событийного туризма (НАСТ);
- Член экспертных советов программ Министерства культуры Пермского края «Пермская библиотека» (2008–2014) и «Возрождение исторической памяти» (2008–2009);
- Член экспертно-консультационного Совета Межрегиональной Ассоциации «Сибирское Соглашение» по туризму,
- Член Координационного совета по туризму и туристской деятельности при Агентстве по туризму и молодёжной политики Пермского края;
- Член Правления ПРОО «Осинское землячество»;
- Член Правления Российского творческого союза работников культуры[17].

## Проекты

### Издательские
- Проект «Библиотека российской поэзии»[18][19][20]: издание серии книг современных российских поэтов (Алексей Решетов, Александр Кердан, Николай Година, Владимир Радкевич, Нина Ягодинцева, Анатолий Гребнёв , Валентина Телегина , Сергей Чепров , Наталья Поляченкова , Борис Бурмистров , Елена Безрукова (сейчас — министр культуры Алтайского края)[21], Нина Ягодинцева [22], Сергей Филатов , Валентина Сергеева ), Владимир Скиф.
- Народы Пермского края;
- Лауреаты премии Пермского края в сфере культуры и искусства: издательская серия  "Открытие России" (2012), Народы Перми[23]. (2019), "Фольклор народов России" (2022).

### По маркетингу и брендингу территорий
- Разработка в составе Центра гуманитарных исследований пространства туристического бренда городов и районов Свердловской области (2011, по заказу Министерства культуры Свердловской области). Участники: Денис Визгалов, Дмитрий Замятин, Надежда Замятина, Ильдар Маматов[24].
- Организация международного маршрута «Великий чайный путь» по городам Пермского края и России (2012).
- Организация арт-симпозиума «PEROOM»: создание парка «Легенды Урала» в Демидково (2013).
- Камчатские экспедиции на Урале.
- Историческая линия (брендинг Осы, Кропивницкого, Свердловской области, Нижнего Тагила).
- Ось Прикамья (межмуниципальная деятельность и сотрудничество между культурными и образовательными учреждениями Пермского края и Скандинавии).

### Организация экспедиций и автопробегов
- Автопробег и туристический проект «Великий чайный путь» (2012, соорганизатор и координатор)[25][26].
- Автопробег по местам, связанным с жизнью советского разведчика Николая Кузнецова (21–26 июля 2012)[27][28].
- Маршрутами Великой Северной экспедиции (с 2017).

## Экспертиза
- Открытый конкурс туристических и экскурсионных продуктов на базе Международного фестиваля «Белые ночи в Перми» (2012, Пермь)[29][30].

## Награды и премии
- Благодарственное письмо от губернатора Пермского края О. Чиркунова
- 2006 — книга стихов Валентины Телегиной «Богородская трава», изданная издательством «Маматов» в серии «Библиотека российской поэзии», стала лауреатом премии Пермского края в сфере культуры и искусства.
- 2007 — книга Валентины Овчинниковой «Кержаки», изданная издательством «Маматов», получила диплом конкурса «Просвещение через книгу» издательского совета Русской православной церкви в номинации «Лучший дебют»[2].
- 2011 — книга Бориса Бурмистрова «Избранное. Сквозь сумерки времён», изданная издательством «Маматов»[31], получила Большую литературную премию России[32].
- 2012 — издательский проект «Открытие. Пермский край» издательства «Маматов» стал Лауреатом Всероссийского конкурса региональной и краеведческой литературы «Малая Родина» в номинации «Образ Родины» (организатор конкурса — Федеральное агентство по печати и массовым коммуникациям)[33].
- 2014 — благодарственное письмо от Президента Международного эногастрономического центра Леонида Гелибтермана.
- 2014 — благодарственное письмо от министра культуры, молодёжной политики и массовых коммуникаций Пермского края И. А. Гладнева.
- 2015 — благодарственное письмо от Министерства образования и науки Пермского края.
- 2015 — благодарственное письмо от Центральной городской библиотеки имени А. С. Пушкина, г. Пермь.
- 2012 — диплом Лауреата Пермского края в сфере искусства и культуры за реализацию проекта "Открытие. Пермский край"
- 2016 — Премия «Посол Пермского края" за издательский проект "Открытие Пермского края"
- 2016 — диплом Лауреата во Всероссийском конкурсе «Маршрут года» за маршрут по кинотеатрам Перми "О, синема!".
- 2020 — диплом Лауреата Пермского края в сфере искусства и культуры за реализацию проекта "Народы Перми"[34].
- 2022 — медаль "За заслуги в культуре и искусстве" (награждён Российским творческим союзом работников культуры).

Полный список наград и премий можно посмотреть на сайте издательства.

### Публикации Ильдара Маматова

#### Статьи
- Маматов И. Ю. Лучшее место на Земле — Родина // Мы — земляки. 2011. № 9 (31). — Сентябрь.
- Маматов И. Ю. Годы роста и становления // Реклама. Пермь (спецвыпуск). 2003.

### Архив публикаций

#### Пермское книжное издательство
- Гашева Н. Да возродится пермская книга… // Звезда. 04.12.1999.
- Добрянка — в серии «Пермский край» // Камские зори. 04.08.2000.
- Фадеева Е. Книги — наше вчера, сегодня, завтра // Местное время.15.12.1999.
- Чернова Т. Оляпка вернулась! // Вечерняя Пермь. № 52. 20.09.2000.
- Шерстневская Т. Долгожданная «Оляпка» // Вечерняя Пермь. 23.03.2000.

#### Издательство «М плюс Б»
- 5 лет издательству «М плюс Б» // Губернские вести. 25-31.12.1999.
- Артемьев И. Пермь — Matrix, Или город, который построили «М плюс Б» // Даешь рекламу. Май, 2004. С. 28.
- Без «Жёлтых страниц» — как без рук // Капитал Wekly. 25.12.1999.
- Братья Маматовы — для Перми // Вечерняя Пермь. 28.05.1995.
- В год жёлтого кота Пермь вступает с очередным жёлтым изданием // Московский комсомолец. 21.01.1999.
- Гриднева Е. Пермская область. Жёлтые страницы // Губернские вести. 04-12.04.1998.
- Дубов И. Книга на каждый день // АиФ. 2000. № 26.
- «Жёлтые страницы — 97» // Компаньон. 25.03.1997.
- «Жёлтые страницы»: бог троицу любит // Звезда. 05.06.1999. Стр.12.
- Играствичи В. С Новым годом, пермяки, с новыми страницами! // Профсоюзный курьер. 24.12.1999.
- Ларина Т. Пермь на «Жёлтых страницах» // Вечерняя Пермь.10.04.1997.
- «М плюс Б»: формула стиля // Профсоюзный курьер. 04.06.1998.
- Немецкое качество пермских страниц // АиФ Прикамье. № 52. 23 декабря. 1998. Стр. 10.
- Никифотов С. Вернулись с Ниагары. Американский опыт «М плюс Б» // Пермские новости. 26.03.1998.
- Новый год с «Жёлтыми страницами» // Новый компаньон. 22.12.1998.
- Пермь начинается с «Жёлтых страниц» // Пермские новости. 28.07.2001.
- «Романтика исторического города» — индивидуальная инновационная экскурсия по Осе // Мир предложений. 23.06.2012.
- Смородинов М. И снова — «Жёлтые страницы» // Звезда. 25.12.1998.
- Смородинов М. «М плюс Б» играют на трубе // Звезда. 28.03.1997.
- Смородинов М. Очень нужные страницы // Звезда. 21.03.1997. № 42.
- Снежко Т. Телефонному справочнику — 125 лет! // Прикамье. 08.12.2003.
- Соколовская Е. Чтобы был реальный толк // Губернские вести.19-25.03.1999.

### Издательская деятельность
- Бубнов В. Дорога к свету // Звезда. № 87. 2007. 22 декабря.
- В Перми вышла книга сказок Прикамья // Мы — земляки. 6 октября 2015.
- В подарок Пермскому университету издательство «Маматов» выпустило открытки с видами кампуса // ПГНИУ. 02.03.2016.
- Жукова Н. В Перми прошла презентация новой книги поэта Анатолия Гребнёва // УралПолит. Ru. 2008. 26 ноября.
- Зубакина К. «Сейчас для книгоиздания в Перми настали печальные времена — эпоха забвения» // Коммерсантъ Прикамье. № 202 (4740). 2011. 27 октября.
- Консультант по рекламе — это круто! Мнение генерального директора холдинга «М плюс Б» Ильдара Маматова // Новый компаньон. 11 марта 2003.
- Издательство «Маматов» выпускает серию путеводителей по городам Пермского края // Новый компаньон. 2009. 13 мая.
- Кальпиди В. Любить и изучать свой край // Пермский обозреватель. 2013. 6 апреля.
- Книга о Терпиловском оказалось столь же многострадальной, как и его жизнь // PRM.ru. 2008. 21 ноября.
- Маньков В. Встреча литобъединений // Большая медведица. № 2 (40) сентябрь — октябрь 2015. С. 3.
- Надеждин Д. Дети напишут сказки // Усольская газета. 26.06.2015.
- Тупицын С. Детское литературное объединение «Тропа» отметило 20-летний юбилей // ГТРК «Пермь». 2007. 10 декабря.
- Указом губернатора Пермской области Геннадия Игумнова возрождёно Пермское книжное издательство // Независимая газета. 02.12.1999.

### Деятельность по брендингу территорий
- Александрова И. Великий чайный путь: вспомнить традиции, развить туризм // Курорты России. 2012. 21 августа.
- Великий Чайный Путь" в Нижнем Новгороде // Geometria.ru.
- Искусство наводить мосты // Деловое Прикамье. 2005. 21 июня.
- Кальпиди В. Любить и изучать свой край // Пермский обозреватель. 2013. 6 апреля.
- Копылова Н. Оса и Петропавловск — Камчатский: новости от Ильдара Маматова // Осинская межпосёлочная центральная библиотека. 11.03.2016.
- Котельникова А. Ильдар Маматов: «Детям надо показывать родные места, это воспитает из них патриотов» // АиФ. № 37. 10.09.2013.
- Кузнецов С. Храбрым даровано бессмертие // TumenToday.ru. 2012. 7 августа.
- Литвинова Ю. Проектная деятельность И. Маматова по брендингу г. Оса // Осинские вести. 6.07.2013.
- «Маматов» откроет туристам Осу // Утро.ru. — 2008. 20 августа.
- На конференции «Великий чайный путь» в Хакасии обсудят вопросы межрегионального и трансграничного сотрудничества в сфере туризма // Хакасия. 10.03.2016.
- «Романтика исторического города» — индивидуальная инновационная экскурсия по Осе // Мир предложений 23.06.2012.